# رونالد د. كولمان
رونالد د. كولمان (بالإنجليزية: Ronald D. Coleman)‏ هو محامي وسياسي أمريكي، ولد في 29 نوفمبر 1941 في إل باسو في الولايات المتحدة. حزبياً، نشط في الحزب الديمقراطي.

## مناصب
- في انتخابات مجلس النواب الأمريكي 1990 [الإنجليزية]‏، انتخب عضو مجلس النواب الأمريكي عن دائرة الدائرة الكونغرسية السادسة عشر لتكساس [الإنجليزية]‏ وقد انضم خلال فترته النيابية [الإنجليزية]‏ (3 يناير 1991 – 3 يناير 1993)  للكتلة البرلمانية الحزب الديمقراطي.
- في انتخابات مجلس النواب الأمريكي 1992 [الإنجليزية]‏، انتخب عضو مجلس النواب الأمريكي عن دائرة الدائرة الكونغرسية السادسة عشر لتكساس [الإنجليزية]‏ وقد انضم خلال فترته النيابية [الإنجليزية]‏ (5 يناير 1993 – 3 يناير 1995)  للكتلة البرلمانية الحزب الديمقراطي.
- في انتخابات مجلس النواب الأمريكي 1994 [الإنجليزية]‏، انتخب عضو مجلس النواب الأمريكي عن دائرة الدائرة الكونغرسية السادسة عشر لتكساس [الإنجليزية]‏ وقد انضم خلال فترته النيابية [الإنجليزية]‏ (4 يناير 1995 – 3 يناير 1997)  للكتلة البرلمانية الحزب الديمقراطي.
- انتخب مندوب [الإنجليزية]‏ (1974 – ).
- انتخب عضو مجلس نواب تكساس (1973 – 1982).
- انتخب عضو مجلس النواب الأمريكي (3 يناير 1983 – 3 يناير 1997).